# Dub na Bílé hoře
Dub na Bílé hoře (nazývaný i Tisíciletý dub na Bílé hoře) byl údajně posvátný strom, který je zmiňován v řadě starých pověstí. Existenci stromu nelze spolehlivě prokázat, dostupné informace se dochovaly pouze ve formě pověstí a toponym (např. Indikační skica z roku 1840 obsahuje jméno W dubu nedaleko od obory).

## Pověsti
Podle jedné z pověstí stál strom v místě dnešního letohrádku Hvězda, tehdy posvátném pohanském místě, kde se scházeli stařešinové kvůli vážným rozhodnutím a které se používalo jako obětiště obilí a chleba zvěři a ptactvu. V době založení Břevnovského kláštera byl dub zničen bleskem a jeho třísky byly rozebrány lidmi jako talismany, které nosili s sebou, nebo zakopali pod práh domu (motiv úschovy úlomků z padlého významného stromu můžeme najít i v příbězích, které se týkají Žižkova dubu nebo Erbenovy borovice).
Jiná pověst prezentuje dub v užší souvislosti s klášterem. Při stavbě prý došlo dřevo a jediný mohutný dub v blízkém okolí rostl právě na Bílé hoře. Starý strom ale hlídal čert, na kterého neplatilo ani vykrápění a zaříkávání mnichů. Ti se vrátili s nepořízenou zpět do kláštera k modlitbám. Krátce po jejich návratu byl přivezen nový zvon do klášterní kaple. To si mniši vyložili jako boží znamení a zvoněním kombinovaným s modlitbou čerta zahnali, dub pokáceli, rozřezali a použili na krovy.

## Historie
Existence posvátného háje bývá zpochybňována na základě historických záznamů, které sice les uvádějí, ale pohanské obětiště nezmiňují. Stejně tak je zpochybňována existence dubu, s odůvodněním, že před založením Hvězdy stála na jejím místě tvrz. V tomto ohledu ovšem pověst s historickými fakty v rozporu není, protože podle jejího znění dub zanikl při založení kláštera v roce 993, to znamená v 10. století. Letohrádek Hvězda byl ale vystavěn v letech 1555–1558, přičemž tvrze v Českých zemích byly zakládané teprve od 13. století – více než 200 let po údajném zániku stromu.

## Památné a významné stromy v okolí
- Tisy v Turbové
- Buky v oboře Hvězda
- Dub Na Cibulkách
- Duby Na Cibulkách
- Dub s bizarním kmenem